# Pfarrhaus (Täfertingen)

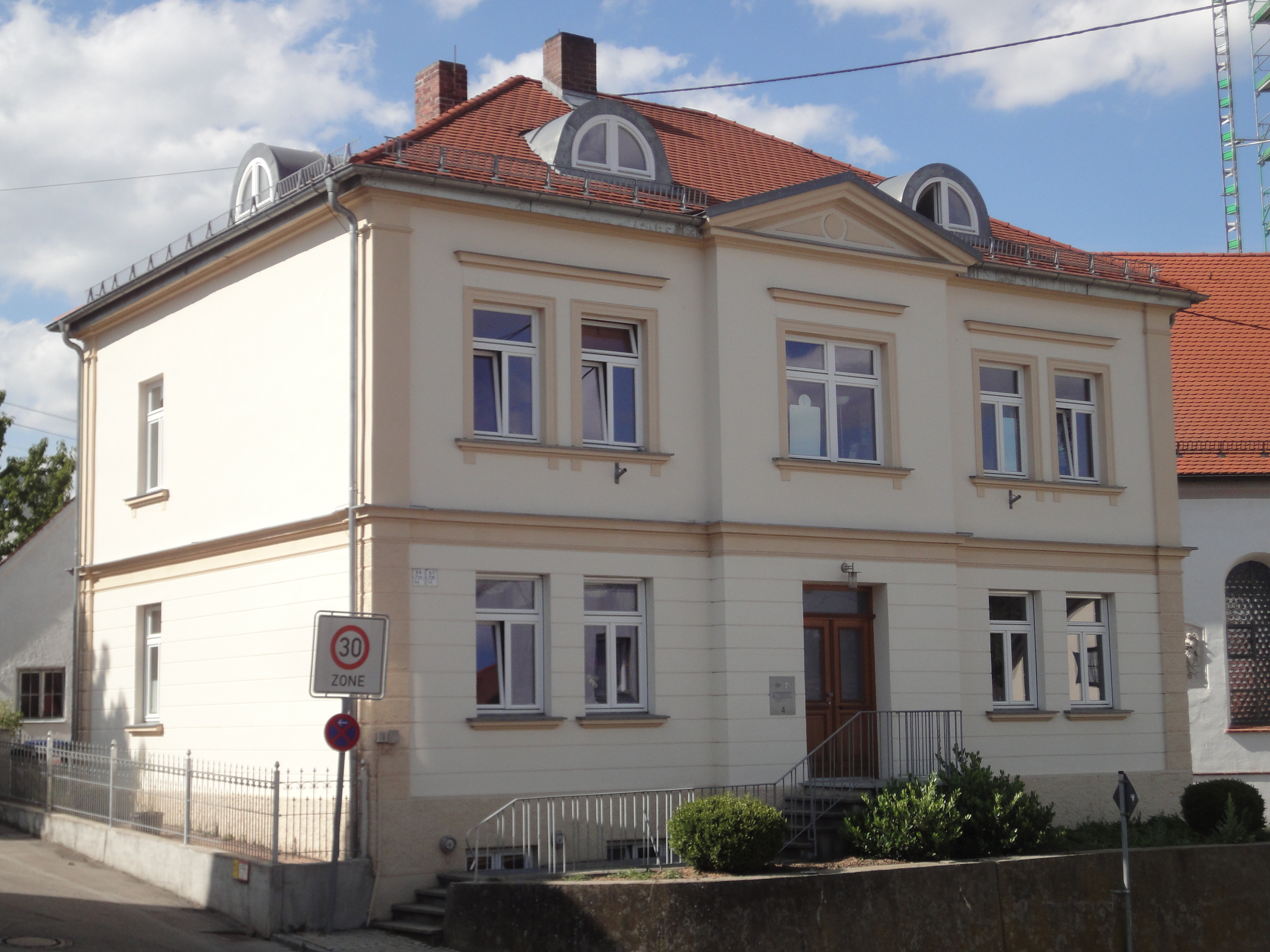
Ehemaliges Pfarrhaus in Täfertingen

Das Pfarrhaus in Täfertingen, einem Gemeindeteil von Neusäß im Landkreis Augsburg im bayerischen Regierungsbezirk Schwaben, wurde um 1900 errichtet. Das ehemalige Pfarrhaus an der Portnerstraße 4, zur Pfarrkirche Mariä Himmelfahrt gehörend, ist ein geschütztes Baudenkmal in Neusäß.
Der zweigeschossige Walmdachbau mit übergiebeltem Mittelrisalit besitzt fünf Fensterachsen an der Straßenseite. Es ist im Stil der Neurenaissance errichtet. Das Portal ist schlicht ausgeführt.